# Dimethylsulfát
Dimethylsulfát je organická sloučenina se vzorcem (CH3O)2SO2. Jedná se o dimethylester kyseliny sírové, proto se vzorec často píše jako (CH3)2SO4 nebo i Me2SO4, kde Me znamená methyl. Me2SO4 se používá hlavně jako methylační činidlo v organické syntéze.

## Vznik
Jak již název napovídá, dimethylsulfát vzniká reakcí kyseliny sírové s methanolem (methylalkoholem):
H2SO4 + 2 CH3OH → (CH3O)2SO2 + 2 H2O.

## Vlastnosti a použití
Za běžných podmínek je Me2SO4 bezbarvá olejovitá kapalina se slabým cibulovým pachem (ovšem ucítit ho již znamená významnou expozici). Podobně jako jiná silná alkylační činidla, je Me2SO4 vysoce toxický. Pro použití jako laboratorní reagens byl částečně nahrazen methyltriflátem, CF3SO3CH3, methylesterem kyseliny trifluormethansulfonové.